# Twisted Pictures
La Twisted Pictures è una casa di produzione cinematografica statunitense, specializzata principalmente in film horror.
La società è stata fondata nel 2004 dai produttori Mark Burg, Oren Koules e Gregg Hoffman ed ha la sua sede principale a Los Angeles. È nota per aver prodotto la serie di film Saw.

## Film prodotti
- Saw - L'enigmista (Saw), regia di James Wan (2004)
- Saw II - La soluzione dell'enigma (Saw II), regia di Darren Lynn Bousman (2005)
- Saw III - L'enigma senza fine (Saw III), regia di Darren Lynn Bousman (2006)
- Dead Silence, regia di James Wan (2007)
- Saw IV, regia di Darren Lynn Bousman (2007)
- Catacombs - Il mondo dei morti (Catacombs), regia di Tomm Coker, David Elliot (2007)
- Vlog, regia di Joshua Butler (2008)
- Saw V, regia di David Hackl (2008)
- Repo! The Genetic Opera, regia di Darren Lynn Bousman (2008)
- The Tortured, regia di Robert Lieberman (2009)
- Saw VI, regia di Kevin Greutert (2009)
- Mother's Day, regia di Darren Lynn Bousman (2010)
- Saw 3D - Il capitolo finale (Saw 3D), regia di Kevin Greutert (2010)
- Non aprite quella porta 3D (Texas Chainsaw 3D), regia di John Luessenhop (2013)
- Saw Legacy (Jigsaw), regia di Michael e Peter Spierig (2017)
- Spiral - L'eredità di Saw (Spiral: From the Book of Saw), regia di Darren Lynn Bousman (2021)
- Saw X, regia di Kevin Greutert (2023)